# Gamla Uppsala

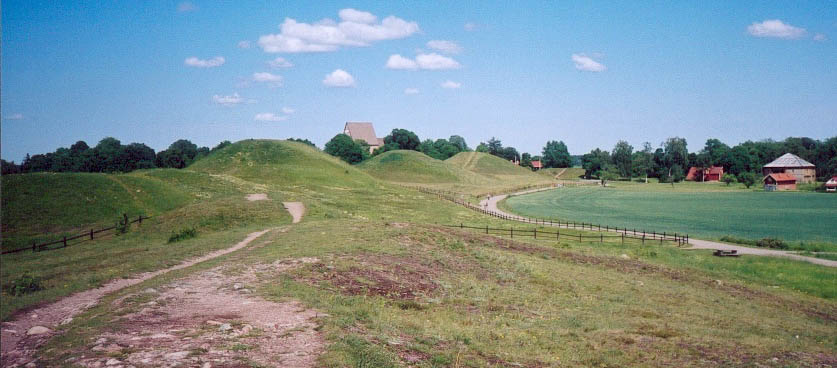
Obszar Gamla Uppsala obfitujący w archeologiczne znaleziska widziany z perspektywy cmentarzyska. Największy kopiec (po lewej) znajduje się w sąsiedztwie kopców królewskich. Budynek za kopcami to kościół, zaś po jego prawej stronie znajduje się niski kopiec Tingów i dalej muzeum.

Gamla Uppsala ("Stara Uppsala") – parafia i miejscowość w okolicy Uppsali w Szwecji. Parafia liczy 17 164 mieszkańców (2004).

## Opis geograficzny
Gamla Uppsala znajduje się 5 km na północ od Uppsali, na płaskiej, uprawnej równinie nad rzeką Fyrisån (dawniej równinę tę nazywano Fyrisvellir). Równina ta jest gęsto zaludniona w południowej części, zaś w części północnej znajdują się rzadkie gospodarstwa rolne.

## Historia
Wczesne źródła pisane podają, że w czasach przedhistorycznych Gamla Uppsala była słynna na całą północną Europę i stanowiła siedzibę szwedzkich królów z legendarnej dynastii Ynglingów. W średniowieczu była to największa miejscowość w Upplandzie, zaś jej wschodnia część stanowiła zasadniczą część sieci budowli królewskich noszących nazwę Uppsala öd.
Według tzw. teorii dotyczącej Svealand większość naukowców wyraża przekonanie, że Gamla Uppsala, we wczesnych przekazach pisemnych nazywana Uppsalą, była miejscem, w którym znajdowała się stara pogańska świątynia kultu Asów. Teoria ta zakłada również, że Uppland oraz rejony nad jeziorem Melar były miejscem pochodzenia Svearów oraz ich państwa Svealand.
Adam z Bremy opisuje Uppsalę z roku 1070 i określa ją jako centrum kultu pogańskiego z ogromną Świątynią w Uppsali, w której znajdowały się drewniane posągi Odyna, Thora i Frejra. W Gamla Uppsala odbywał się również duże Tingi - Tingi wszystkich Szwedów oraz duży targ, Disting (targ ten odbywa się raz na rok po dziś dzień).
Inne źródła podają, że pod koniec XI wieku pod rządami króla Sven Blota nastąpiło ożywienie kultury pogańskiej. O ogromnym znaczeniu Gamla Uppsala w szwedzkiej tradycji świadczy fakt, iż kiedy Szwecja otrzymała swoje arcybiskupstwo w roku 1164, to zostało ono ulokowane właśnie w tym miejscu. W praktyce jednak, w związku ze stałym oddalaniem się pławnej wody, miejscowość straciła swoje strategiczne znaczenie.
W roku 2000, Sveriges Asatrosamfund wznowiło tradycję przeprowadzania misterium blót w Gamla Uppsala. Było to pierwsze publicznie przeprowadzone w tym miejscu blót od ponad 900 lat. W wydarzeniu brało udział 90-100 osób. Stanęło ono na czołówce lokalnej gazety Upsala Nya Tidning, a pismo Expressen poświęciło mu całą stronę.

## Etymologia nazwy
Nazwa Uppsala oznaczała "wysokie miejsce zamieszkania" i odnosiła się do miejsca pobytu królów szwedzkich.

## Archeologia
W parafii znajduje się ponad 1 000 zachowanych zabytków archeologicznych, jednak o wiele więcej zostało naruszonych w wyniku uprawiania roli. Znaleziono tutaj kopce potrzaskanych kamieni świadczące o tym, że obszar ten był zasiedlony już w nordyckiej epoce brązu, jednak większość cmentarzysk pochodzi z epoki żelaza i czasów wikingów.
Większe znaczenie mają trzy cmentarze: Pierwszy z nich to Kopce Królewskie (zob. sekcja pt. Kopce Królewskie) na południe od kościoła. Drugi, znajdujący się na wschód od kościoła, to miejsce pochówku z przedrzymskiej epoki żelaza z zachowanymi 200 grobami. Trzeci, Valsgärde, w którym wykonywano pochówki łodziowe pochodzi z czasów germańskiej epoki żelaza (wcześniejsze i współczesne pochówkowi z Sutton Hoo).
Ślady cmentarzy znajdują się także w okolicy miejscowości skupionej wokół kościoła. Na znajdującej się tam Równinie Domu Królewskiego (Kungsgårdsplatån) archeolodzy odkryli pozostałości dużego dworu. W pobliżu plebanii znaleziono też kilka grobów szkieletowych z czasów wikingów.

## Kopce Królewskie
Nad Gamla Uppsala dominują trzy duże kopce królewskie o średnicach od 55 do 70 metrów oraz tak zwany Kopiec Tingów. W mającym 8 metrów wysokości Kopcu Wschodnim prowadzono wykopaliska w roku 1847, zaś 11-metrowym Kopcu Zachodnim w 1874. Kopiec Centralny, wysokości 7 metrów, był badany w roku 1925 zaś Kopiec Tingów w latach 1989–1990 (planowane są też nowe wykopaliska).
Kopce Wschodni i Zachodni chroniły spalone szczątki książęce płci męskiej. Niektórzy stawiają hipotezę, że Wschodni Kopiec zawierał szczątki kobiety i chłopca.
Kopce są datowane na czasy wędrówki ludów, około lat 474–550 (lub 575). Oparte jest to na informacji z Sagi o Ynglingach, że pochowani tam zostali Aun, Egil i Adils (Eadgils z Beowulfa).
Na południe od Kopców Królewskich znajduje się duże cmentarzysko pochodzące z czasów rzymskiej epoki żelaza oraz germańskiej epoki żelaza.

## Kościół

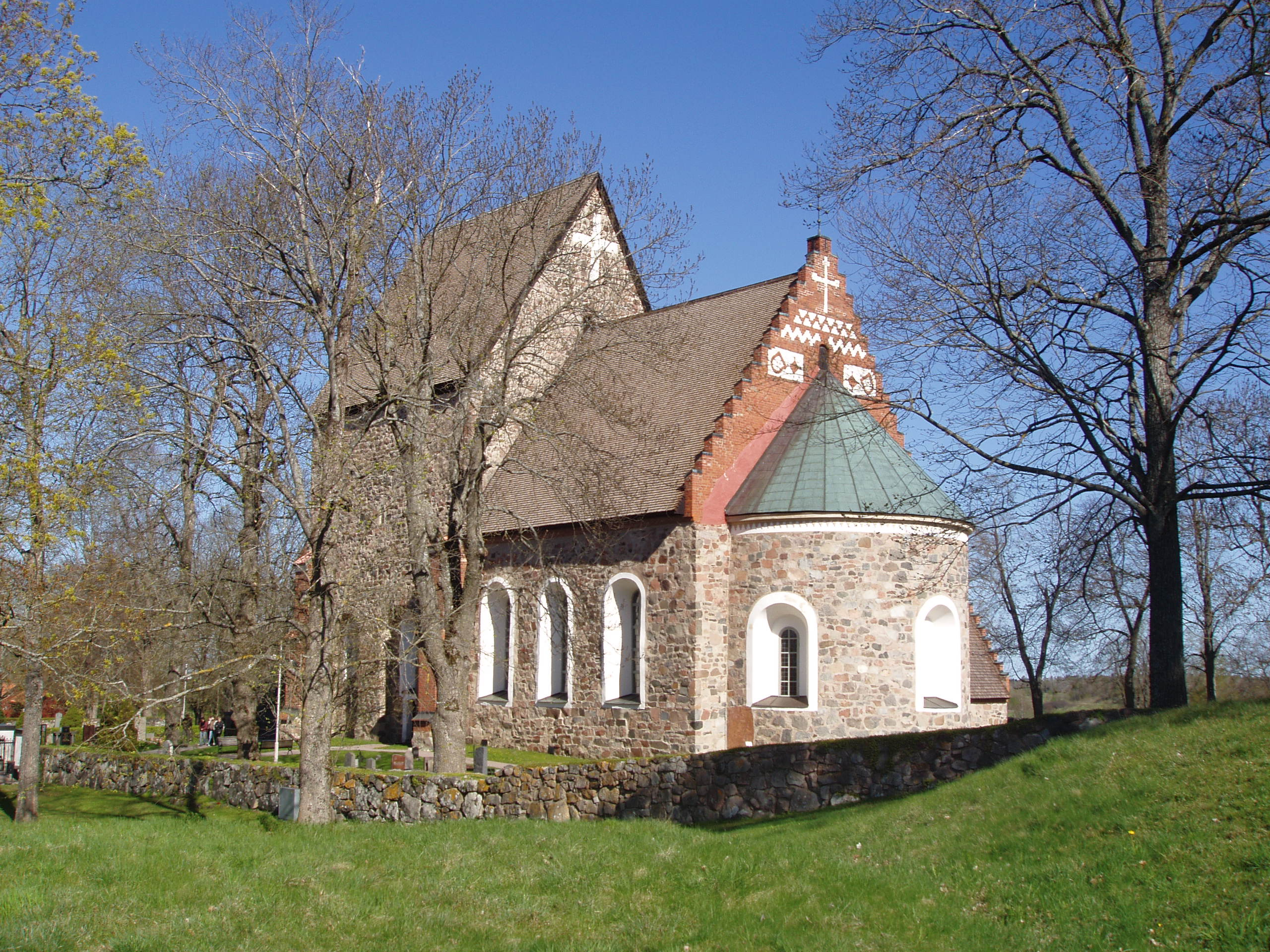
Kościół w Gamla Uppsala

Kościół był siedzibą arcybiskupów Szwecji do roku 1273, kiedy stolica została przeniesiona do Östra Aros (Östra Aros została potem na żądanie papieża nazwana Uppsala).

## Zobacz jeszcze
- Fyris Wolds